# Philipp Elkuch

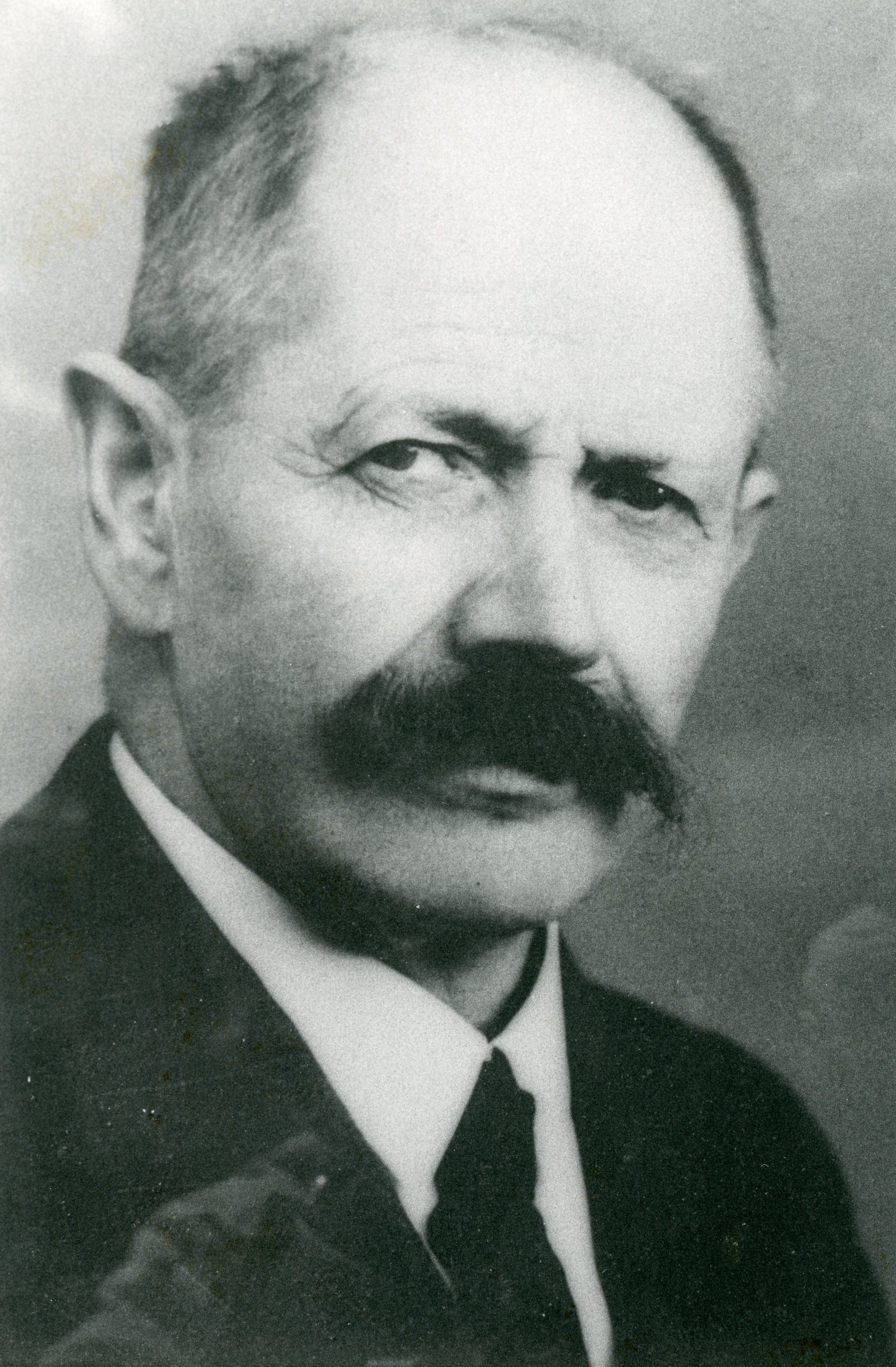
Philipp Elkuch, 1945

Philipp Elkuch (* 15. Mai 1887  in Schellenberg; † 1. Oktober 1956 in Grabs) war ein liechtensteinischer Politiker (FBP).

## Biografie

### Beruf und Familie
Philipp Elkuch wurde 1887 als eines von sechs Kindern des Landtagsabgeordneten Ludwig Elkuch und dessen Frau Maria (geborene Brendle) geboren. Elkuch besuchte die Volksschule. Im November 1917 heiratete er die aus Schaanwald stammende Klara Ott. Aus der Ehe gingen 15 Kinder, von denen eines im Kindesalter starb, hervor. Ursprünglich in der Landwirtschaft tätig, musste sich Elkuch mit dem wachsen seiner Familie nach einem Nebeneinkommen umsehen. Während des Ersten Weltkrieges begann er bei den Stadtwerken Feldkirch zu arbeiten. Im Anschluss wurde er auch beim Lawena-Werk in Schaan tätig. Des Weiteren arbeitete er im Versicherungsgeschäft als Versicherungsagent.

### Politische Karriere
Elkuch war von 1932 bis 1939 und von 1945 bis 1949 für die Fortschrittliche Bürgerpartei Abgeordneter im Landtag des Fürstentums Liechtenstein. In den Jahren dazwischen, von 1939 bis 1945, fungierte er als stellvertretender Abgeordneter. Von 1933 bis 1945 war er Vorsteher der Gemeinde Schellenberg. Als solcher führte er die sich im Bau befindliche Wasserversorgung der Gemeinde zu Ende, kümmerte sich um den Bau des neuen Schulhauses und um die Beschaffung der dazu nötigen Mittel, den Neubau der Sägerei und die Errichtung einer modern eingerichteten Sennerei. Ein weiteres Projekt war die Erschliessung Schellenbergs durch eine moderne Strassenverbindung nach Bendern.
Für seine Verdienste verlieh ihm Fürst Franz I. 1937 das Silberne Verdienstzeichen. Er starb 1956 an den Folgen eines Unfalls.
Sein Sohn Edgar wurde später ebenfalls Gemeindevorsteher von Schellenberg.